# 22-й стрелковый корпус
22-й стрелковый корпус — общевойсковое формирование (соединение, стрелковый корпус) РККА, вооружённых сил Советского Союза, во время Великой Отечественной войны и в послевоенное время.
Сокращённое наименование — 22 ск.

## 1-е формирование

### История
Сформирован 17 августа 1940 года в Таллине как территориальный Эстонский корпус на базе войсковых частей и учреждений, входивших в состав эстонской армии до присоединения Эстонии к СССР. Все солдаты и офицеры сохранили форму одежды эстонской армии образца 1936 года, на которую были нашиты советские знаки различия.
Первым командиром корпуса был бывший генерал-майор эстонской армии Густав Ионсон, который позже был арестован НКВД и умер в лагере 15 ноября 1942 года. Первоначально большинство должностей в корпусе занимали бывшие офицеры эстонской армии, но уже к середине июня 1941 года — ещё до нападения Германии на СССР — большинство из них было арестовано и заменено прибывшими из СССР командирами Красной Армии.
Часть арестованных эстонских офицеров 22-го территориального корпуса погибла в 1941—1942 годы в лагерях на территории РСФСР, некоторые были расстреляны. Бывший командир 180-й стрелковой дивизии 22-го стрелкового корпуса Рихард Томберг остался в живых после увольнения с должности только благодаря тому, что с 1942 года был востребован Военной академией имени М. В. Фрунзе в качестве преподавателя и был арестован лишь в феврале 1944 года (освобождён из лагеря и реабилитирован в 1956 году).
Некоторым офицерам 22-го стрелкового корпуса удалось скрыться от властей в период между увольнением из армии и планировавшимся их арестом. Кому-то удалось бежать за границу, другие вышли из укрытия лишь после прихода немецких войск в июле — августе 1941 года, часть из них добровольно вступила в эстонские подразделения, воевавшие на стороне Нацистской Германии или поступила на службу в подконтрольное немецким властям Эстонское самоуправление.
В действующей армии во время ВОВ с 22 июня 1941 года по 31 августа 1941 года.
На 22 июня 1941 года управление корпуса дислоцировалось в Выру.
Приграничное сражение в Литве и Латвии
30 июня 1941 года перед частями корпуса была поставлена задача к 1 июля 1941 года сосредоточиться на фронте Подсевы, Горки, исключая Порхов. Части корпуса изготовить для упорной обороны фронтом на юго-запад и на юг. C 1 июля 1941 года корпус сосредоточивается в районе Порхов, Подсевы, Горки, полностью занял оборону только к 8 июля 1941 года на рубеже Поречье (45 километров юго-восточнее Пскова), Вертогузово (30 километров юго-западнее Порхова), Жгилёво (40 километров севернее Новоржева), ведёт разведку в направлении Острова. Штаб корпуса находился в 3 километрах западнее населённого пункта Пажеревицы. 7 — 8 июля 1941 года ведёт частные бои с передовыми разведывательными группами противника, 9 июля 1941 года к вечеру вступил в бой с атаковавшим из района Шмойлово в направлении Порхова и из района Бухары в направлении Дедовичи противником.
Во время боёв 9 — 10 июля 1941 года среди личного состава корпуса имели место массовые дезертирство и переход на сторону противника. Среди известных перебежчиков был заместитель начальника оперативного (1-го) отдела штаба 180-й стрелковой дивизии корпуса Айн-Эрвин Мере.
Однако не следует понимать, как иногда указывается в литературе и СМИ, что «весь корпус разбежался». 10—11 июля 1941 года корпус вёл бои за Порхов, 10 июля 1941 года 111-я моторизованная дивизия прорвала оборону 182-й стрелковой дивизии у станции Подсевы и 11 июля 1941 года части корпуса окончательно оставили город и частично отошли на восточный берег реки Шелони, где заняли оборону 182-я стрелковая дивизия — восточнее Порхова, 180-я стрелковая дивизия — южнее Порхова на рубеже Красное Корчилово, Логовино, Вышегород. 12 июля 1941 года 182-я стрелковая дивизия вела бой с пытающимися прорваться к городу Дно войсками противника, оказала исключительное сопротивление.
Контрудар под Сольцами
Непосредственно в контрударе под Сольцами принимала участие одна из дивизий корпуса (180-я стрелковая дивизия), наступавшая из района Дно на Ситню. Другая дивизия корпуса (182-я стрелковая дивизия) держала оборону южнее Дно. 18 июля 1941 года был атакован немецкими войсками южнее Дно, где противник разгромил штаб корпуса (1-й мотострелковый полк оперативных войск НКВД СССР предотвратил пленение штаба), после корпус вновь отступал по направлению к Старой Руссе, где и занял оборону на подступах к городу.
В конце июля 1941 года часть солдат и офицеров корпуса дезертировала и сбежала к немцам: значительная часть перебежчиков потом служила в 20-й эстонской дивизии СС. Одним из сбежавших был Георг Сооден (штурмбаннфюрер СС).
Контрудар под Старой Руссой
С начала августа 1941 года части корпуса ведут бои под Старой Руссой, 9 августа 1941 года оставили город и к 13 августа 1941 года отошли в район Парфино.
С 15 августа 1941 года войска корпуса, участвуя в контрударе, наступают из района Парфино на Старую Руссу, к 17 августа 1941 года войска корпуса освободили большую часть города, однако полностью овладеть городом не смогли. 20-21 августа 1941 года части корпуса ушли из Старой Руссы.
С 22 августа 1941 года, после повторной переправы на восточный берег Ловати корпусное управление выведено из непосредственных боёв, с 31 августа 1941 года не числится в составе действующей армии. 22 сентября 1941 года управление корпуса расформировано.
В деревне Полоное под Порховым открыт памятный знак воинам 22-го территориального эстонского стрелкового корпуса.
После расформирования 22-го Эстонского стрелкового корпуса его военнослужащие по распоряжению Льва Мехлиса были направлены в трудовые батальоны, дислоцировавшиеся в отдалённых районах Севера, где многие из них умерли от голода и болезней. Выживших в трудовых батальонах эстонских солдат и офицеров с февраля 1942 года начали направлять в формировавшиеся в тот период 7-ю и 249-ю эстонские стрелковые дивизии, которые в августе 1942 года вошли в состав новообразованного 8-го Эстонского стрелкового корпуса.

### Боевой состав
| Дата       | Фронт                 | Армия      | В составе (стрелковые)                                                     | Другие части, в том числе приданные | Примечания |
| ---------- | --------------------- | ---------- | -------------------------------------------------------------------------- | --- | ---------- |
| 22.06.1941 | Северо-Западный фронт | 27-я армия | 180-я стрелковая дивизия 182-я стрелковая дивизия                          | 614-й корпусной артиллерийский полк 103-й отдельный зенитный артиллерийский дивизион 415-й отдельный батальон связи 202-й отдельный сапёрный батальон 22-й корпусной авиаотряд | —          |
| 01.07.1941 | Северо-Западный фронт | —          | 180-я стрелковая дивизия 182-я стрелковая дивизия                          | 614-й корпусной артиллерийский полк 150-й отдельный зенитный артиллерийский дивизион 415-й отдельный батальон связи 202-й отдельный сапёрный батальон                          | —          |
| 10.07.1941 | Северо-Западный фронт | 11-я армия | 180-я стрелковая дивизия 182-я стрелковая дивизия                          | 614-й корпусной артиллерийский полк 150-й отдельный зенитный артиллерийский дивизион 415-й отдельный батальон связи 202-й отдельный сапёрный батальон                          | —          |
| 01.08.1941 | Северо-Западный фронт | 11-я армия | 180-я стрелковая дивизия 182-я стрелковая дивизия 254-я стрелковая дивизия | 614-й корпусной артиллерийский полк 150-й отдельный зенитный артиллерийский дивизион 415-й отдельный батальон связи 202-й отдельный сапёрный батальон                          | —          |

- 9-й Псковский заградотряд ПВ НКВД нёс службу заграждения на тылах 22-го стрелкового корпуса, выделив из своего состава семь взводов в особые отделы дивизий[2].

### Командование
- Ионсон, Густав Юрьевич, генерал-лейтенант (с 30.08.1940 по 03.06.1941)[3]
- Ксенофонтов, Александр Сергеевич, генерал-майор (с 03.06.1941 по 22.09.1941)
- врид Леднёв, Иван Иванович, полковник (с 22.08.1941 по 31.08.1941)
  - Болознев, Василий Васильевич, полковник, заместитель командира (1940—1941)[4]
  - Андрей Багнюк, комбриг, политрук

### Начальники частей
- Туиск, Март Юрьевич[эст.], полковник, начальник штаба корпуса (в/ч 5570)
  - Йоханнес Рауд, полковник, заместитель начальника 1-го оперативного (кадров) отдела штаба корпуса, позже заместитель начальника штаба корпуса
- Иван Ледёв, полковник, начальник штаба
- Герберт Райдна[эст.], полковник, начальник 1-го оперативного отдела штаба корпуса
- Йоханнес Рейнола[эст.], подполковник, начальник 1-го оперативного (кадров) отдела штаба корпуса
- Л. Лесниченко, подполковник, начальник 1-го оперативного (кадров) отдела штаба корпуса
- Александр Верник[эст.], подполковник, начальник 2-го оперативного (разведывательного) отдела штаба корпуса
- Фёдор Суханов, начальник 3-го оперативного (особого) отдела штаба корпуса (в/ч 5697)
  - Альфред Туур, помощник Суханова
- Павел Утикас, начальник 3-го оперативного (особого) отдела штаба корпуса (с марта 1941)
- Рудольф Прантс[эст.], начальник 3-го оперативного (Особого) отдела штаба корпуса
- Родионов, начальник 3-го оперативного (Особого) отдела штаба корпуса
- Эдуард Мелтс[эст.], полковник, начальник тылового обеспечения корпуса
- Мартин Ерван[эст.], генерал-майор медицинской службы, начальник санитарной службы корпуса
- Тынис Ротберг, генерал-майор интендантской службы, интендант корпуса
- Герберт Бреде, генерал-майор, начальник артиллерии корпуса
- Николай-Александр Рийберк, майор, начальник штаба артиллерии корпуса
- Юрий (Юри) Хеллат[эст.], полковник, начальник артиллерийского снабжения корпуса

### Командиры подразделений
- Эрих Йоханн Фридрих Тоффер[эст.], майор, командир 614-го корпусного артиллерийского полка (в/ч 5575)
- Магдюк, майор, командир 614-го корпусного артиллерийского полка
  - Викентий Бабицкий, политрук 614-го корпусного артиллерийского полка
- Харальд Роотс[эст.], капитан, начальник штаба 614-го корпусного артиллерийского полка
  - Харри Лессел[эст.], лейтенант, помощник начальника штаба 614-го корпусного артиллерийского полка
  - Отто Тройфельдт[эст.], майор, командир 2-го дивизиона 614-го корпусного артиллерийского полкака
- Кузьменко, капитан, командир 415-го батальона связи (в/ч 5583)
- Йоханнес Вингиссаар, майор, командир 415-го батальона связи
  - Арнольд Исотамм[эст.], майор, командир радиороты
  - Арнольд Мери, заместитель политрука радиороты
- Эрих Мёлдре[эст.], майор, командир 202-го отдельного сапёрного батальона (в/ч 5595)
  - Волков, старший лейтенант, заместитель командира 202-го отдельного сапёрного батальона
  - Эдуард Пурро, политрук батальона
- Ханс Китвель[эст.], подполковник, командир 22-го корпусного авиаотряда (в/ч 5694)
- Пеэтер Юхалайн[эст.], майор, командир 22-го корпусного авиаотряда
- Харальд-Леонард Локк, майор, командир 150-го отдельного зенитного артиллерийского дивизиона (в/ч 5600), арестован 2 декабря 1940
- Йохан Пейкер, майор, командир 150-го отдельного зенитного артиллерийского дивизиона

## 2-е формирование

### История
Сформирован 20 ноября 1942 года в составе Закавказского фронта
В действующей армии с 20 февраля 1943 года по 19 ноября 1943 года и с 30 ноября 1943 года по 9 мая 1945 года
Таманская наступательная операция
Житомирско-Бердичевская наступательная операция
Проскуровско-Черновицкая наступательная операция
Львовская наступательная операция
Сандомирская наступательная операция
Сандомирско-Силезская наступательная операция
Дрезденско-Пражская наступательная операция

### Подчинение и боевой состав
| Дата       | Фронт                   | Армия                 | В составе (стрелковые)                                                                                         | Другие части, в том числе приданные                                                                                              | Примечания |
| ---------- | ----------------------- | --------------------- | --- | --- | ---------- |
| 01.03.1943 |                         |                       | | | нет данных |
| 01.04.1943 | Северо-Кавказский фронт | -                     | 32-я гвардейская стрелковая дивизия 31-я стрелковая дивизия 236-я стрелковая дивизия 328-я стрелковая дивизия  | 357-й отдельный батальон связи 2696-я военно-почтовая станция                                                                    | -          |
| 01.05.1943 | Северо-Кавказский фронт | 18-я армия            | 103-я стрелковая бригада 111-я стрелковая бригада                                                              | 357-й отдельный батальон связи 2696-я военно-почтовая станция                                                                    | -          |
| 01.06.1943 | Северо-Кавказский фронт | 56-я армия            | 60-я морская стрелковая бригада 62-я морская стрелковая бригада                                                | 357-й отдельный батальон связи 2696-я военно-почтовая станция                                                                    | -          |
| 01.07.1943 | Северо-Кавказский фронт | -                     | 339-я стрелковая дивизия                                                                                       | 357-й отдельный батальон связи 2696-я военно-почтовая станция                                                                    | -          |
| 01.08.1943 | Северо-Кавказский фронт | -                     | 389-я стрелковая дивизия 395-я стрелковая дивизия                                                              | 357-й отдельный батальон связи 2696-я военно-почтовая станция                                                                    | -          |
| 01.09.1943 | Северо-Кавказский фронт | 56-я армия            | 317-я стрелковая дивизия 395-я стрелковая дивизия                                                              | 357-й отдельный батальон связи 2696-я военно-почтовая станция                                                                    | -          |
| 01.10.1943 | Северо-Кавказский фронт | 56-я армия            | 276-я стрелковая дивизия 317-я стрелковая дивизия 351-я стрелковая дивизия 395-я стрелковая дивизия            | 357-й отдельный батальон связи 2696-я военно-почтовая станция                                                                    | -          |
| 01.11.1943 | Северо-Кавказский фронт | 18-я армия            | 89-я стрелковая дивизия 317-я стрелковая дивизия 395-я стрелковая дивизия                                      | 357-й отдельный батальон связи 897-й отдельный сапёрный батальон 2696-я военно-почтовая станция                                  | -          |
| 01.12.1943 | 1-й Украинский фронт    | 18-я армия            | 129-я гвардейская стрелковая дивизия 317-я стрелковая дивизия 395-я стрелковая дивизия                         | 357-й отдельный батальон связи 897-й отдельный сапёрный батальон 2696-я военно-почтовая станция                                  | -          |
| 01.01.1944 | 1-й Украинский фронт    | 18-я армия            | 129-я гвардейская стрелковая дивизия 71-я стрелковая дивизия 317-я стрелковая дивизия                          | 357-й отдельный батальон связи 897-й отдельный сапёрный батальон 2696-я военно-почтовая станция                                  | -          |
| 01.02.1944 | 1-й Украинский фронт    | 18-я армия            | 129-я гвардейская стрелковая дивизия 71-я стрелковая дивизия 317-я стрелковая дивизия 395-я стрелковая дивизия | 357-й отдельный батальон связи 897-й отдельный сапёрный батальон 2696-я военно-почтовая станция                                  | -          |
| 01.03.1944 | 1-й Украинский фронт    | 18-я армия            | 129-я гвардейская стрелковая дивизия 71-я стрелковая дивизия 317-я стрелковая дивизия 395-я стрелковая дивизия | 357-й отдельный батальон связи 897-й отдельный сапёрный батальон 2696-я военно-почтовая станция                                  | -          |
| 01.04.1944 | 1-й Украинский фронт    | 18-я армия            | 129-я гвардейская стрелковая дивизия 161-я стрелковая дивизия 317-я стрелковая дивизия                         | 357-й отдельный батальон связи 897-й отдельный сапёрный батальон 2696-я военно-почтовая станция                                  | -          |
| 01.05.1944 | 1-й Украинский фронт    | 60-я армия            | 68-я гвардейская стрелковая дивизия 100-я стрелковая дивизия                                                   | 357-й отдельный батальон связи 897-й отдельный сапёрный батальон 2696-я военно-почтовая станция                                  | -          |
| 01.06.1944 | 1-й Украинский фронт    | 3-я гвардейская армия | 58-я стрелковая дивизия 329-я стрелковая дивизия 389-я стрелковая дивизия                                      | 357-й отдельный батальон связи 897-й отдельный сапёрный батальон 2696-я военно-почтовая станция 433-я полевая авторемонтная база | -          |
| 01.07.1944 | 1-й Украинский фронт    | 3-я гвардейская армия | 58-я стрелковая дивизия 329-я стрелковая дивизия 389-я стрелковая дивизия                                      | 357-й отдельный батальон связи 897-й отдельный сапёрный батальон 2696-я военно-почтовая станция 433-я полевая авторемонтная база | -          |
| 01.08.1944 | 1-й Украинский фронт    | 3-я гвардейская армия | 58-я стрелковая дивизия 329-я стрелковая дивизия 389-я стрелковая дивизия                                      | 357-й отдельный батальон связи 897-й отдельный сапёрный батальон 2696-я военно-почтовая станция 433-я полевая авторемонтная база | -          |
| 01.09.1944 | 1-й Украинский фронт    | 3-я гвардейская армия | 58-я стрелковая дивизия 218-я стрелковая дивизия 389-я стрелковая дивизия                                      | 357-й отдельный батальон связи 897-й отдельный сапёрный батальон 2696-я военно-почтовая станция 433-я полевая авторемонтная база | -          |
| 01.10.1944 | 1-й Украинский фронт    | 3-я гвардейская армия | 58-я стрелковая дивизия 389-я стрелковая дивизия                                                               | 357-й отдельный батальон связи 897-й отдельный сапёрный батальон 2696-я военно-почтовая станция 433-я полевая авторемонтная база | -          |
| 01.11.1944 | 1-й Украинский фронт    | 3-я гвардейская армия | 58-я стрелковая дивизия 218-я стрелковая дивизия 389-я стрелковая дивизия                                      | 357-й отдельный батальон связи 897-й отдельный сапёрный батальон 2696-я военно-почтовая станция 433-я полевая авторемонтная база | -          |
| 01.12.1944 | 1-й Украинский фронт    | 3-я гвардейская армия | 58-я стрелковая дивизия 218-я стрелковая дивизия 389-я стрелковая дивизия                                      | 357-й отдельный батальон связи 897-й отдельный сапёрный батальон 2696-я военно-почтовая станция 433-я полевая авторемонтная база | -          |
| 01.01.1945 | 1-й Украинский фронт    | 6-я армия             | 218-я стрелковая дивизия 273-я стрелковая дивизия                                                              | 357-й отдельный батальон связи 897-й отдельный сапёрный батальон 2696-я военно-почтовая станция 433-я полевая авторемонтная база | -          |
| 01.02.1945 | 1-й Украинский фронт    | 6-я армия             | 218-я стрелковая дивизия 309-я стрелковая дивизия                                                              | 357-й отдельный батальон связи 897-й отдельный сапёрный батальон 2696-я военно-почтовая станция 433-я полевая авторемонтная база | -          |
| 01.03.1945 | 1-й Украинский фронт    | 6-я армия             | 218-я стрелковая дивизия 273-я стрелковая дивизия 309-я стрелковая дивизия                                     | 357-й отдельный батальон связи 897-й отдельный сапёрный батальон 2696-я военно-почтовая станция 433-я полевая авторемонтная база | -          |
| 01.04.1945 | 1-й Украинский фронт    | 6-я армия             | 218-я стрелковая дивизия 273-я стрелковая дивизия 309-я стрелковая дивизия                                     | 357-й отдельный батальон связи 897-й отдельный сапёрный батальон 2696-я военно-почтовая станция 433-я полевая авторемонтная база | -          |
| 01.05.1945 | 1-й Украинский фронт    | 6-я армия             | 112-я стрелковая дивизия 135-я стрелковая дивизия 181-я стрелковая дивизия 273-я стрелковая дивизия            | 357-й отдельный батальон связи 897-й отдельный сапёрный батальон 2696-я военно-почтовая станция 433-я полевая авторемонтная база | -          |

### Награды частей корпусного подчинения
- 897-й отдельный корпусной[5] сапёрный Темрюкский[5] орденов Богдана Хмельницкого[6] и Красной Звезды[7] батальон

### Командование
- Провалов, Константин Иванович, генерал-майор, (с 10.03.1943 по 24.04.1943)
- Преображенский, Георгий Николаевич, полковник (с 14.03.1943 по 26.04.1943, врид)[8]
- Сергацков, Василий Фадеевич, генерал-майор, (с 25.04.1943 по 14.10.1943)
- Захаров, Фёдор Васильевич, генерал-майор, (с 15.10.1943 по 09.05.1945)

## 3-е формирование

### История
22 ск 3-го формирования (иногда именуется 2-го формирования) сформирован в апреле 1950 года в Закавказском военном округе. На протяжении своей истории входил в состав 7-й гвардейской армии. 
В корпус были переданы и 6 лет оставались в его составе:
- 26-я механизированная дивизия,
- 261-я стрелковая дивизия
- 414-я стрелковая дивизия

В сентябре 1956 года управление корпуса было расформировано, также расформировали и 74 сд из его состава.

### Командование
- Григорьевский, Иван Фёдорович, генерал-лейтенант, (с 11.04.1950 по 15.01.1951)
- Мартиросян, Гайк Оганесович, генерал-майор (с 15.01.1951 по 10.1953)
- Меркулов, Серафим Петрович, генерал-майор, с 8.08.1955 генерал-лейтенант (с 10.1953 по 29.09.1955)
- Дудник, Григорий Сергеевич, генерал-майор, (с 29.09.1955 по 22.09.1956)[9]